# Ictino

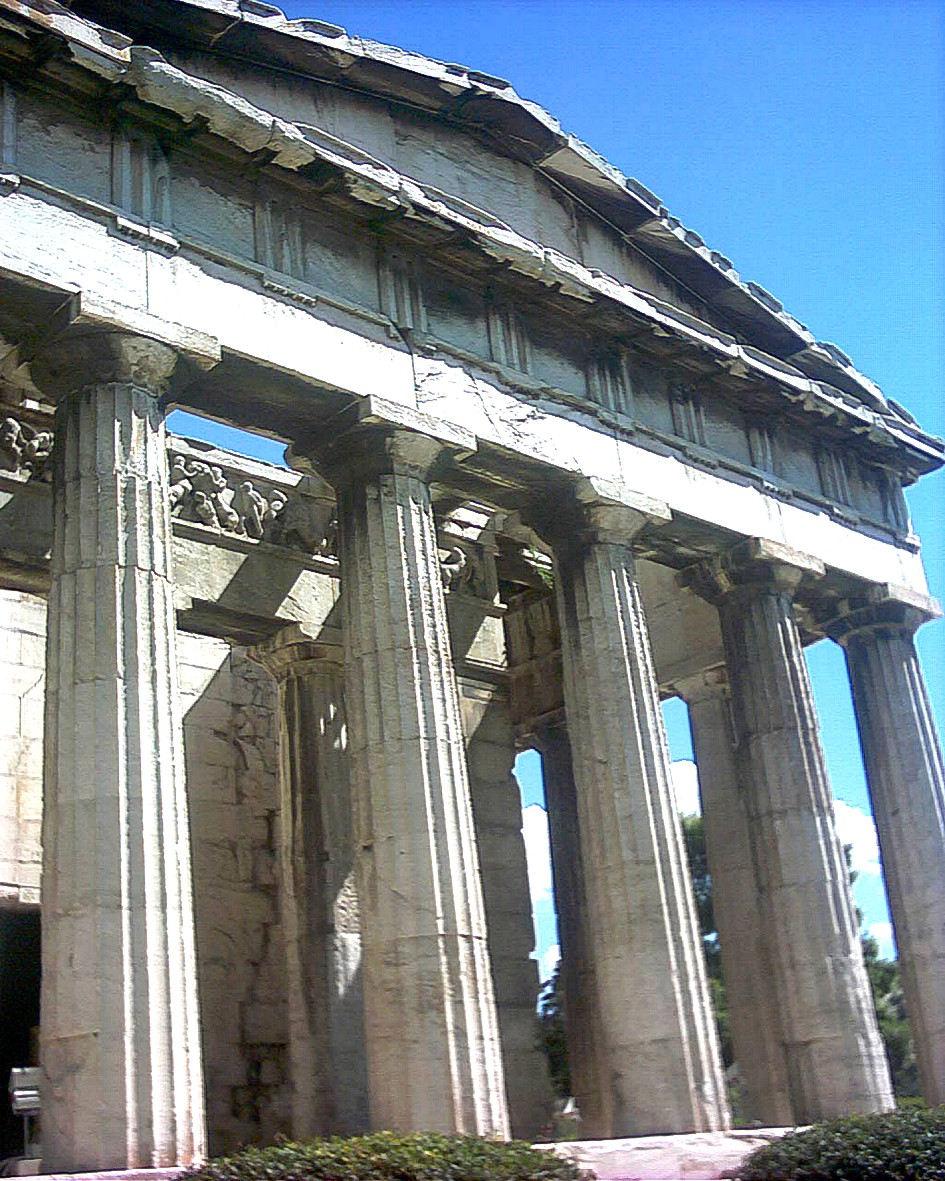
Il Tempio di Efesto ad Atene,di Ictino

Ictino (in greco antico: Ἰκτῖνος?, Iktînos, in latino Ictinus; V secolo a.C.) è stato un architetto greco antico, principale architetto di Atene nell'epoca di Pericle (V secolo a.C.) e progettista del Partenone.

## Biografia e opere
Ictino, di cui non si conosce la patria, fu attivo a metà del V secolo a.C., specialmente durante il governo, ad Atene, di Pericle. Infatti progettò e realizzò, con l'aiuto di Callicrate, sotto la supervisione di Fidia nel campo della decorazione plastica, il Partenone sull'Acropoli di Atene dal 447 al 432 a.C.. Sempre in Attica, le fonti identificano anche Ictino come architetto del Telesterion o sala dei Misteri ad Eleusi, una gigantesca sala completata da altri architetti alla caduta di Pericle.
Risulta nota una sua attività anche in Arcadia, visto che Pausania identifica Ictino come architetto del tempio di Apollo a Bassae, dorico all'esterno, ionico all'interno, e incorporava un capitello corinzio, il più antico conosciuto, nella parte posteriore centrale della cella.